# Зубчанинов, Евгений Андреевич
Евгений Андреевич Зубчанинов (03.06.1864, Симферополь, Российская империя — 1935, Зубчаниновка, СССР) — русский и советский железнодорожный инженер.

## Биография
Родился в 3 июня 1864 года в Симферополе, в семье потомственного почётного гражданина Андрея Егоровича и Веры Михайловны Зубчаниновых. Окончил Ремесленное училище им. цесаревича Николая и поступил в Институт гражданских инженеров императора Николая I в Петербурге.
По окончании учёбы в Петербурге был направлен на работу железнодорожным инженером в Липецк, затем из-за проблем в личной жизни вернулся в Петербург, но вскоре с новой женой уехал в Иркутск, где работал в той же должности железнодорожного инженера. Е. А. Зубчанинов периодически публиковал статьи в центральных изданиях на железнодорожные темы. В 1905 году получил назначение в Самару в управление Самаро-Златоустовской железной дороги.
В начале 1908 года с группой единомышленников организовал общество по устройству посёлка в 14 верстах восточнее Самары, ныне известного как Зубчаниновка. Посёлок замышлялся как уникальный центр культуры и нравственности, и поначалу вполне был таковым. Работали изба-читальня, библиотека, действовала художественная самодеятельность, в лавках отсутствовало спиртное, на улицах поддерживался порядок.
В 1918 году за отказ расчистить железнодорожные пути для эшелонов белочехов Евгений Андреевич оказался в «поезде смерти», но ему чудом удалось спастись. Однако уже в следующем 1919 году был арестован ЧК за участие в работе Городской думы Самары до революции. Через полгода его освободили, а в 1923 году направили на работу в Среднюю Азию, где он проработал 8 месяцев.
В 1927 году Евгения Андреевича парализовало.
Последние пять лет жизни — с 1930 по 1935 год — он прожил почти в полном одиночестве под домашним арестом по сфабрикованному делу об антисоветской деятельности. Умер в 1935 году и был похоронен в Зубчаниновке на кладбище у бывшего цыганского базара. Могила не сохранилась.
В  1956 году был посмертно реабилитирован.

## Личная жизнь
Первая жена — Наталья Ивановна (умерла в 1912 году). В браке были рождены четверо сыновей — Виктор, Кирилл, Даниил, и Алексей. Вторая жена — Вера Степановна Хорошева, с которой он познакомился в Царском Селе. Совместная дочь — Татьяна, сын — Евгений. Вторая жена умерла от тифа в 1919 году. Третья гражданская жена — Екатерина Георгиевна Чернышова. Общих детей не было.